# Elisabeth Schmidt-Pecht
Elisabeth Schmidt-Pecht, auch Elise Schmidt-Pecht (* 2. April 1857 in St. Blasien als Elisabetha Albertina Johanna Sachs; † 24. März 1940 in Konstanz) war eine deutsche Keramikerin und Kunstgewerblerin.

## Leben und Werk

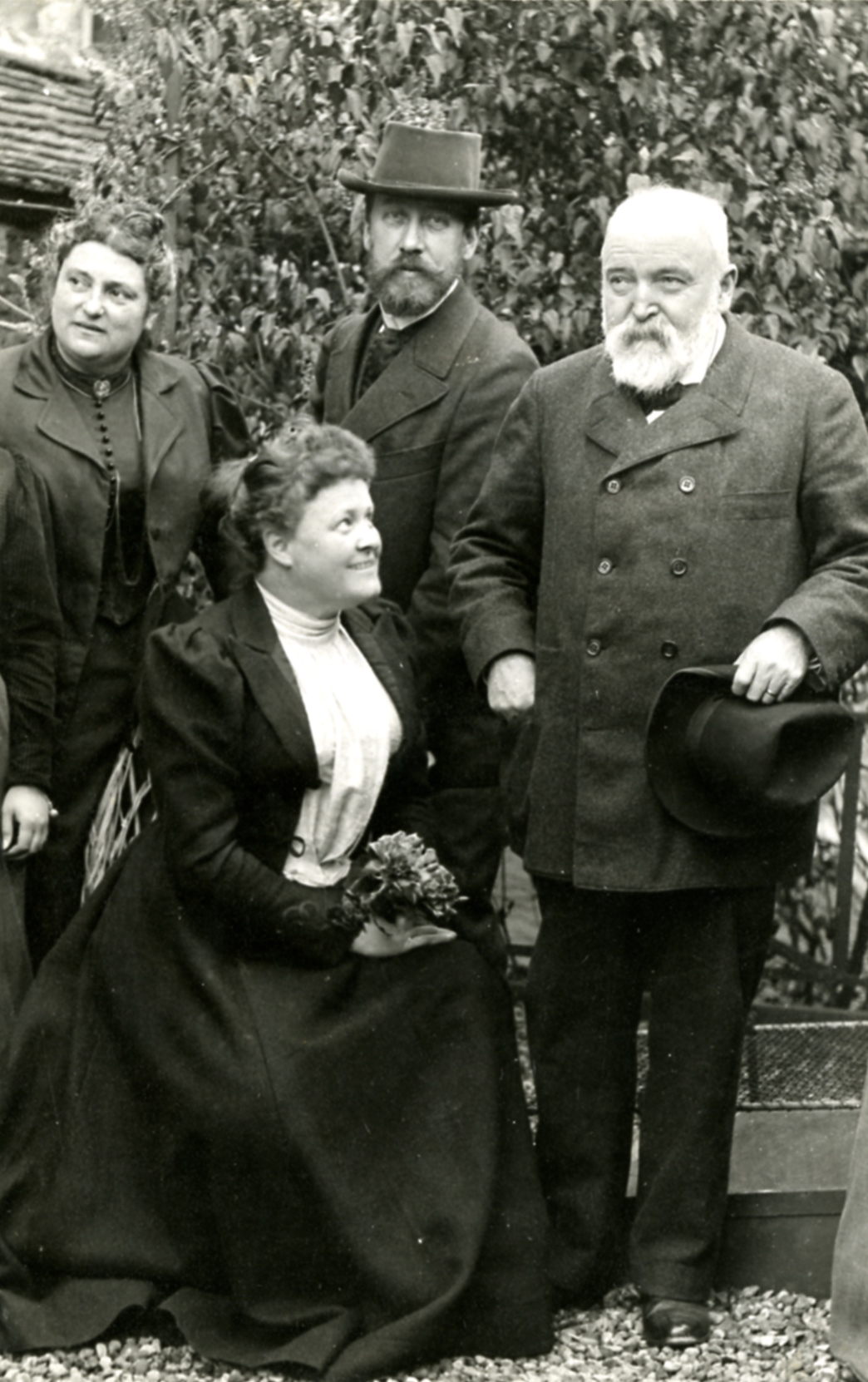
Hans und Cella Thoma (außen) sowie Elisabeth und Heinrich Schmidt-Pecht in Konstanz 1901

### Werdegang
Elisabeth Schmidt-Pecht war die Tochter von Georgina Karoline Susanne Müller und Eberhard Anton Friedrich Otto Sachs. 1881 heiratete sie den Maler und Lithografen Heinrich Christian Andreas Schmidt, der später die Lithografische Anstalt J. A. Pecht von seinem Vater übernahm.
Elisabetha Sachs wurde in der Kunststickerei- und Zeichenschule des Badischen Frauen-Vereins Karlsruhe ausgebildet, deren Generalsekretär ihr Vater lange Jahre war. Bei Franz Keller-Leuzinger studierte sie Keramikmalerei. Im Jahr 1880 reiste nach London und verbrachte dort einen mehrmonatigen Studienaufenthalt. Zwischen 1880 und 1890 fertigte sie Stickerei- und Nagelarbeitsentwürfe für die Zeitschrift Die Modenwelt.
Im Jahr 1894 begann eine Zusammenarbeit mit der Steingutfabrik Haager, Hoerth & Cie. in Zell am Harmersbach, die später als Georg Schmider Vereinigte Zeller Keramische Fabriken firmierte. Die Zusammenarbeit dauerte bis 1914 an. Der Töpfer Benz wies Schmidt-Pecht 1895 in seinen Werkstätten in Tägerwilen in sein Handwerk ein. Es begann eine Keramikproduktion, die später in der Töpferei Johann Glatz in Villingen fortgeführt wurde. Seit dem Jahr 1905 arbeitete Schmidt-Pecht mit Julius Diez zusammen, der Keramikdekore entwarf und auch selbst ausführte. In den Räumen der Lithografenwerkstatt ihres Mannes wurde 1906/07 statt der Lithografischen Anstalt eine Kunsttöpferei eingerichtet. Als Betriebsleiter wurde der erfahrene schwäbischen Töpfer Strohm eingestellt. Die Werkstatt arbeitete u. a. für das Kaufhaus Wertheim in Berlin, für Wahliss in Wien und das Kaufhaus Liberty in London. Mit dem Beginn des Ersten Weltkriegs wurde die Produktion eingestellt und 1917 wurde die Kunsttöpferei aufgegeben.

### Werk
Elisabeth Schmidt-Pecht, Max Laeuger und Theo Schmuz-Baudiß zählten um 1900 zu den Hauptvertretern einer auf regionale Volkskunst gegründeten deutschen Jugendstilkeramik. Schmidt-Pechts Entwürfe zeichneten sich durch breite, einfache Pinselstriche und klare Designs in leuchtenden Farben aus. Die handgemalte, dekorative Ware ließ sich kostengünstig produzieren und gut vermarkten. Als Zeller Service wurden florale Blau-Gelb-Dekore bekannt, die Keramikmalerinnen auf traditionelle Steingut-Formen auftrugen. Sie verkaufen sich sehr erfolgreich. Dennoch störte sich die Künstlerin Schmidt-Pecht an dem etwas groben Stil und kreierte das Hilda-Service, das auch in einer rot-grünen Variante produziert wurde. 1904 entwarf sie Favorite in einen rot-blauen Dekor mit Anklängen an das Rokoko. Als Konstanzer Geschirr wird es bis heute produziert. Dieser Entwurf schaffte es als Alltagsgeschirr bis zur Großherzoglich-Badener Familie auf der Insel Mainau sowie in die kaiserlichen Jagdschlösser. Ihre Designs, darunter auch Dekore mit Sprüchen und Lebensweisheiten, zierten Gebrauchsgegenstände aller Art. Wohl auf Anregung von Hans Thoma wurden ab Mitte der 1890er Jahre Vasen, Schalen, Krüge, Wandteller, Übertöpfe und andere Irdenwaren nicht nur nach Schmidt-Pechts Entwürfen bemalt, sondern auch geformt. Sie wurden durch Noppen, aufgelegte Tonschnüre, aus Drehrillen entwickelte Riefungen und Wellenränder dreidimensional durchgearbeitet. Die regionalen Einflüsse bei der Formgebung wichen im Lauf der Zeit zunehmend schlichten, ostasiatischer Vorbildern. Engobemalereien bzw. Sgraffitotechniken wurden individueller auf die Form der Gefäße abgestimmt. Die Stücke erhielten zwei oder drei Farben, z. B. Gelb auf Rot, Grün auf Blau, Oliv und Rot auf Weiß. Sie setzte zunehmend abstrahierende Dekorationen ein. Häufig kehrte ein rankenförmiges Spiralmotiv wieder. Linear-geometrischen Dekore nahmen bereits Motive des Art déco vorweg.
Auf der Karlsruher Jubiläumsausstellung 1906 präsentierte Elisabeth Schmidt-Pecht eine komplette Zimmereinrichtung: »Ganz besonderes Entzücken aber — anders läßt sich der Eindruck kaum nennen — erregte Frau Schmidt-Pecht, Konstanz, mit ihrem Teezimmer. Wieder die große Lichtquelle, leichte Vorhänge, auf den weißen Möbeln hellgraue Decken mit weißen Bändern, und überall ausgebreitet das Geschirr. Es ist erstaunlich wie einladend dieses wirkt mit seiner kräftigen Bauern-Ornamentik und dem freundlichen Akkord hellblau-gelbgrün oder gelb, hie und da belebt durch Backsteinrot. Ebenso heiter wirken die Wandfliesen und größeren Gefäße. Ich vermag mir für einen bürgerlichen Haushalt gar nichts gemütlicheres und fröhlicheres vorzustellen, als diese Keramik.«
Werke der Künstlerin befinden sich im Victoria and Albert Museum sowie in den Sammlungen Winnicke im Keramik-Museums Berlin (KMB), im Augustinermuseum in Freiburg im Breisgau, im Museum für Kunst und Gewerbe Hamburg, im Badischen Landesmuseum Karlsruhe sowie im Rosgarten-Museum Konstanz.

## Werke (Auswahl)

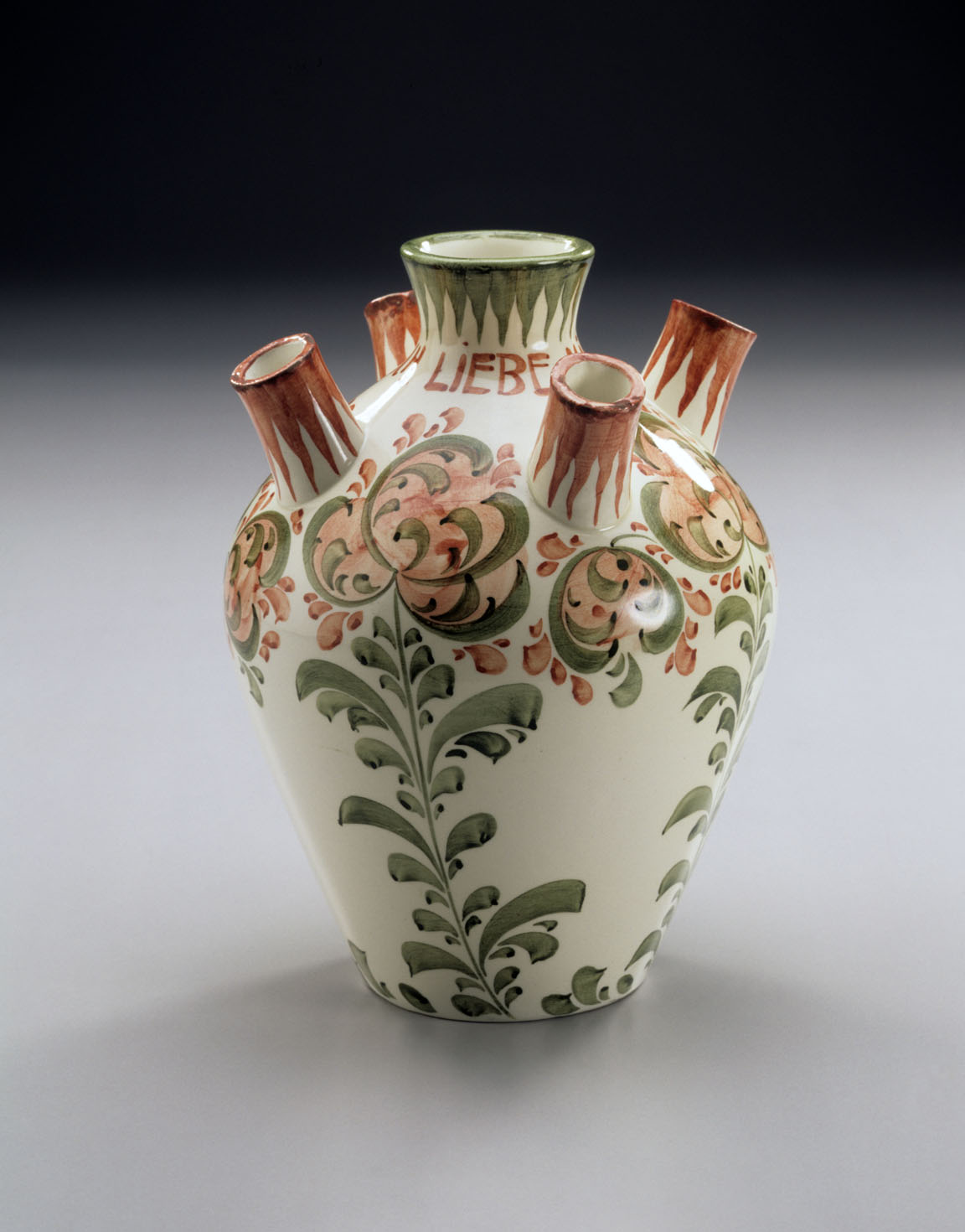
Vase
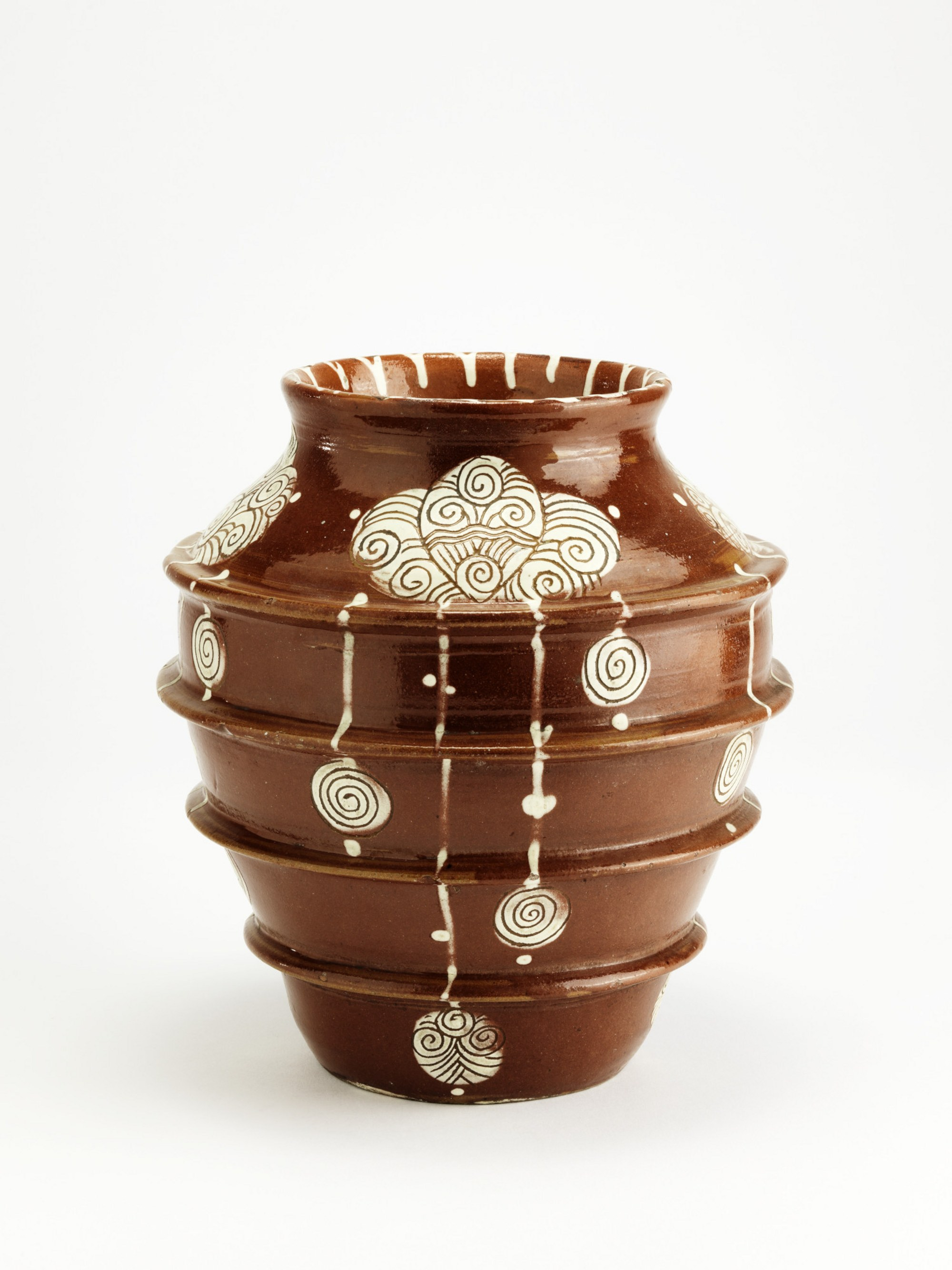
Vase
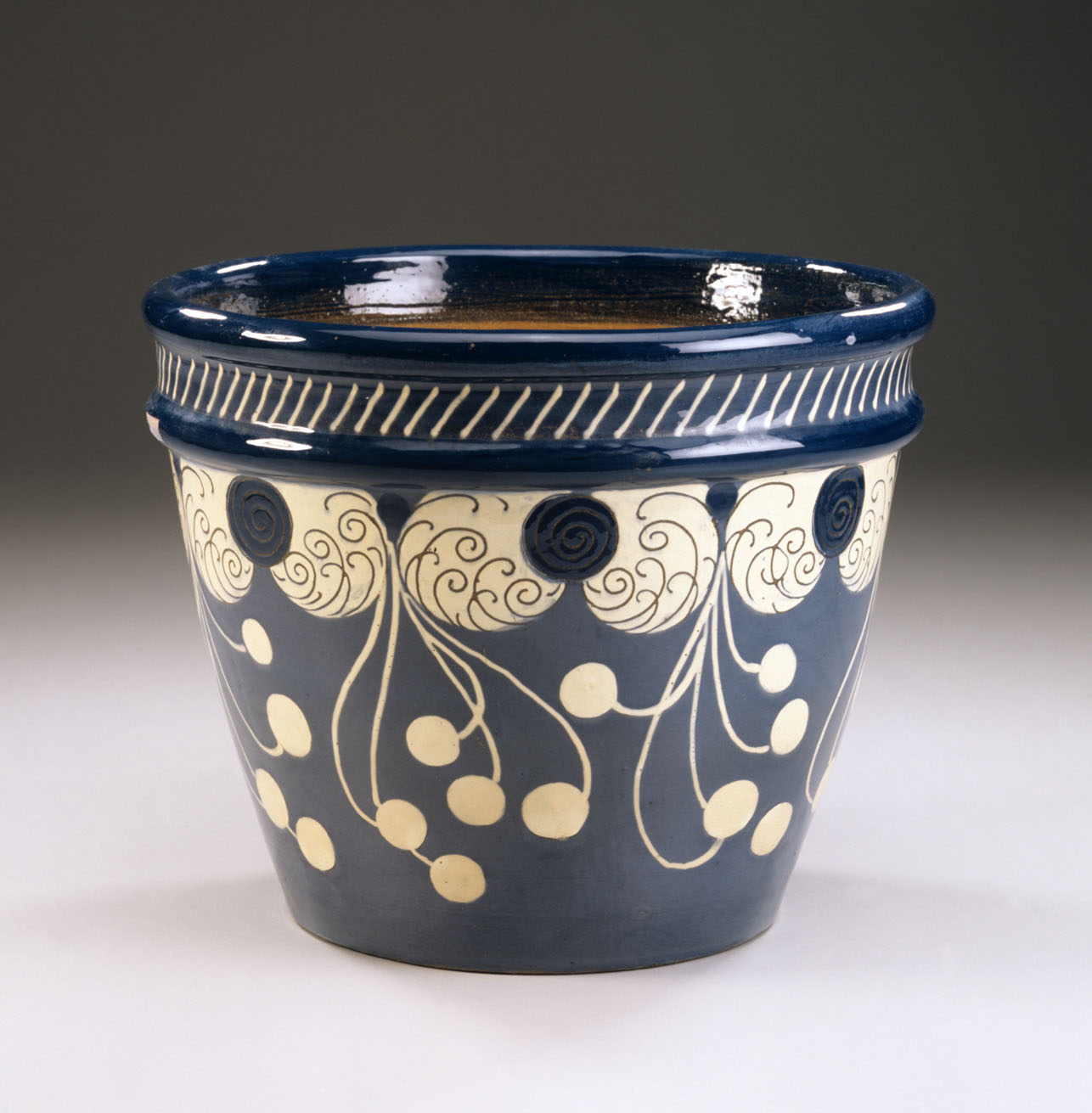
Blumenübertopf
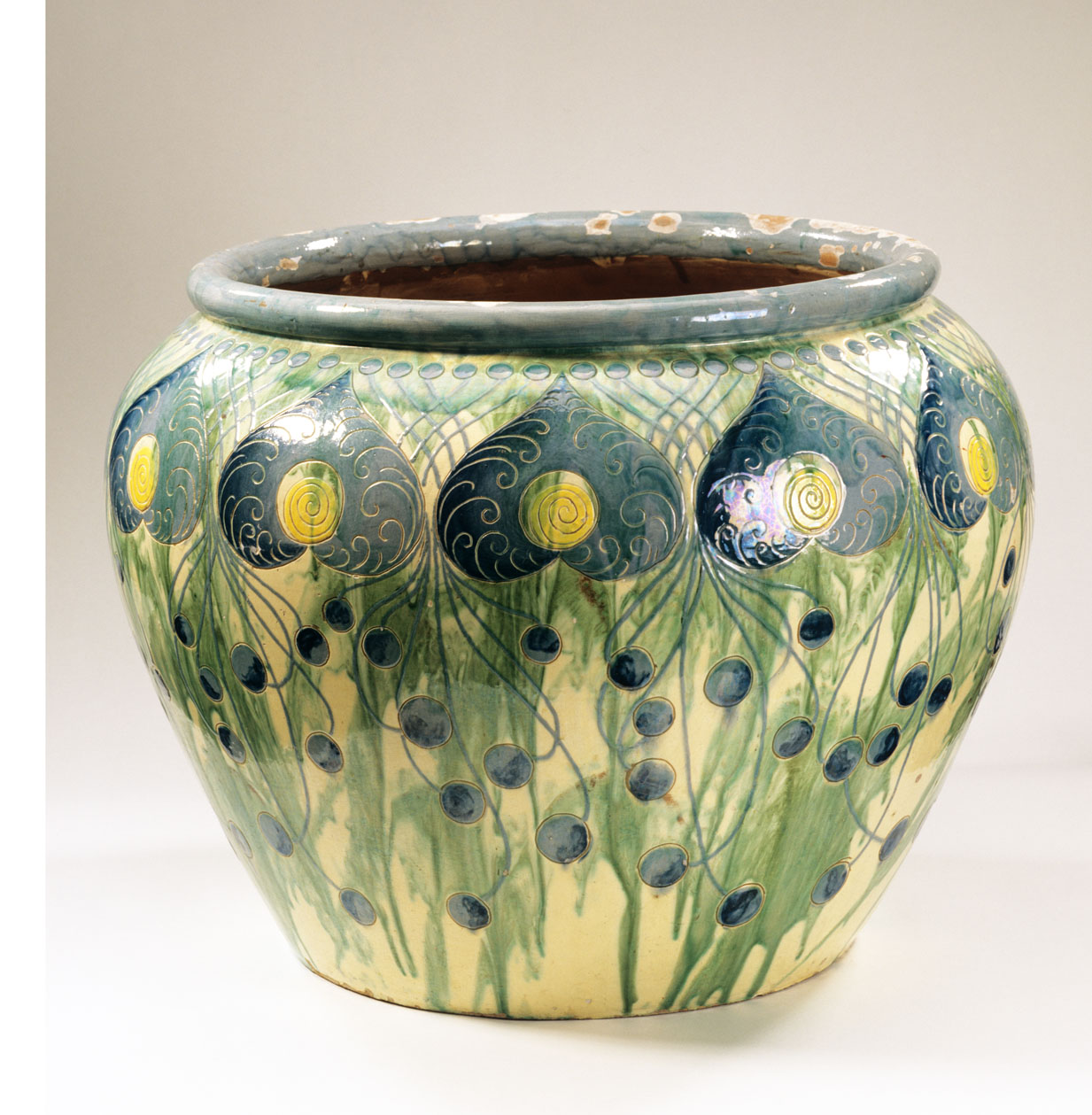
Blumenübertopf

- 1897: Schwarzwälder Fayencen[7]
- 1898: »Thonvasen«[8]
- 1899: Töpfereien[9]
- 1899: Majoliken[10]
- 1899: Schwarzwälder Majoliken[11]
- 1899: Ziertopf[11]
- ohne Jahr: Gefäße für La Maison Moderne[12]
- 1905: Schwarzwälder Keramik[13][14]
- 1911: Buchumschläge[15]
- 1911: Töpferwaren[16]

## Ausstellungen
- 1897: Münchner Kunst-Ausstellung[7]
- 1897: Weihnachts-Ausstellung im Münchener Kunstgewerbehaus[17]
- 1898: Münchener Jahres-Ausstellung im Glas-Palast[8][18]
- 1900: Weltausstellung Paris 1900[19]
- 1901: Internationale Kunst-Ausstellung Dresden[20]
- 1904: Düsseldorf[21]
- 1904: Weltausstellung St. Louis
- 1906: Karlsruher Jubiläumsausstellung[2]
- 1906: Deutsche Kunstgewerbe-Ausstellung (K), Dresden
- 1906: Ausstellung moderner Keramik, Kunstgewerbemuseum der Stadt Zürich[22]
- 1906: Jubiläums-Kunst-Ausstellung[23]

Posthum
- 2010/11: Villa Stuck: Die Jugend der Moderne[24]

## Auszeichnungen
- Silbermedaille auf der Weltausstellung St. Louis[25]